# Tre saggi sulla teoria sessuale
Tre saggi sulla teoria sessuale, tradotto in italiano anche col titolo Tre saggi sulla sessualità, è un'opera di Sigmund Freud, edita originariamente nel 1905, che consiste in tre differenti volumi in cui l'autore descrive la sua teoria della sessualità a partire dagli sviluppi della prima infanzia.
Inizialmente costituita da 80 pagine, negli anni successivi l'opera fu sottoposta a continua revisione da parte dello stesso autore, fino a giungere alla sesta edizione (1925) costituita da 120 pagine frutto del continuo arricchimento e aggiornamento dei contenuti.

## L'opera
Tre saggi sulla teoria sessuale si compone di tre volumi che trattano, rispettivamente, le aberrazioni sessuali, la sessualità infantile e infine le trasformazioni della pubertà.

### Le aberrazioni sessuali
La pulsione sessuale, spinta dalla libido, tende normalmente a riversarsi su un "oggetto" rappresentato da un essere umano di sesso opposto, allo scopo di giungere alla "meta" costituita dall'unione dei corrispettivi organi genitali (coito). Freud distingue le varie aberrazioni sessuali riferendosi a due principali categorie: deviazione che si riferiscono all'oggetto sessuale e deviazioni che si riferiscono alla meta sessuale. Nella prima categoria rientrano l'inversione, che ha come oggetto un esponente dello stesso sesso, la pedofilia, in cui l'oggetto sessuale è un bambino, e le deviazioni che hanno come oggetto gli animali. L'autore nota come gli invertiti non possano essere considerati dei "degenerati" nell'accezione puramente patologica del termine, in quanto essi solitamente non mostrano altre gravi deviazioni dal normale e sono dei soggetti la cui efficienza rimane intatta. L'inversione si riscontra inoltre anche in soggetti che si sono distinti per la loro educazione e sviluppo intellettuale, oltre al suo ruolo di prestigio assunto presso i popoli antichi più evoluti.
Le deviazioni che si riferiscono alla meta (o scopo) sessuale riguardano le perversioni, ovvero un insieme di attività sessuali che non culminano con il coito. Tali attività fanno comunemente parte dei preliminari sessuali, oltre ad assimilare certe mucose, come quella della bocca e dell'ano, a veri e propri organi sessuali. Rientrano tra le deviazioni riferentesi alla meta anche il feticismo, l'esibizionismo e la scopofilia (voyeurismo), il sadismo e il masochismo.
In riferimento alla discriminazione fra semplice variazione e malattia, Freud afferma: «Si può dire che non ci sia nessun individuo sano che non aggiunga al normale scopo sessuale qualche elemento che si possa chiamare perverso; e l'universalità di questo fatto basta per sé sola a farci comprendere quanto sia inappropriato l'uso della parola perversione come termine riprovativo. » Egli riconosce nelle caratteristiche dell'esclusività e della fissazione i segni che contraddistinguono un reale stato patologico.

### Sessualità infantile
Freud fa risalire l'esordio dei primi istinti sessuali alla primissima infanzia, criticando la trascuratezza e l'approssimazione con cui fino a quei tempi era stato trattato il tema della sessualità infantile, con l'opinione comune che la sessualità si destasse solamente durante il periodo della pubertà. Infatti il primo soddisfacimento sessuale, legato al bisogno vitale di alimentarsi, viene rappresentato dal succhiare il latte dal seno materno, con la bocca che assurge al ruolo di zona erogena. In seguito, ad esempio nell'atto di succhiarsi il pollice o talvolta l'alluce, il bambino comincia a sperimentare le prime forme di autoerotismo iniziando a definire le zone erogene del proprio corpo. Con il crescere, e con l'acquisizione del controllo dello sfintere anale, si sperimenta un nuovo piacere legato allo svuotamento dell'intestino. Successivamente gli organi genitali cominciano ad assumere il primato e diventa frequente la masturbazione.
Un importante concetto introdotto da Freud è quello della disposizione polimorfamente perversa dei bambini: poiché i limiti imposti dalla vergogna, dal disgusto e dalla moralità non sono ancora pienamente formati, i bambini sono in grado di manifestare tutte le tipologie di perversioni. Identificando come suo primo oggetto sessuale la madre (complesso di Edipo), il bambino riconosce nel padre un "avversario", temendo di essere evirato da quest'ultimo. Analogamente le bambine, invaghitesi del loro padre, riconoscono un'antagonista nella figura della madre; inoltre, quando giungono a comprendere la differenza fra i sessi, le bambine si sentono private del pene e sviluppano l'"invidia del pene". Tutti questi aspetti della sessualità infantile, secondo le teorie psicoanalitiche, sono fondamentali sia per il normale sviluppo dell'individuo adulto sia per il futuro insorgere di patologie quali le nevrosi.

### Le trasformazioni della pubertà
Col sopraggiungere della pubertà si ha l'identificazione definitiva dell'oggetto sessuale, costituito da un individuo del sesso opposto, e della meta sessuale rappresentata dall'amplesso. Le zone erogene e le componenti della sessualità infantile possono permanere all'interno dei preliminari sessuali, il cui scopo è quello di aumentare l'eccitazione in preparazione dell'amplesso, tramite il quale viene scaricata tutta la tensione sessuale. Il superamento del complesso di Edipo permette il distacco dal proprio nucleo familiare e consente l'acquisizione dell'autonomia tipica dell'età adulta.